# Udderudstjärnen
Udderudstjärnen är en sjö i Bengtsfors kommun i Dalsland och ingår i Göta älvs huvudavrinningsområde. Sjön har en area på 0,129 kvadratkilometer och ligger 163,2 meter över havet.

## Delavrinningsområde
Udderudstjärnen ingår i det delavrinningsområde (655938-128615) som SMHI kallar för Utloppet av Askesjö. Medelhöjden är 160 meter över havet och ytan är 20,53 kvadratkilometer. Räknas de 6 avrinningsområdena uppströms in blir den ackumulerade arean 40,42 kvadratkilometer. Årbolsälven (Gottarsbyälven) som avvattnar avrinningsområdet har biflödesordning 3, vilket innebär att vattnet flödar genom totalt 3 vattendrag innan det når havet efter 214 kilometer. Avrinningsområdet består mestadels av skog (80 procent). Avrinningsområdet har 2,92 kvadratkilometer vattenytor vilket ger det en sjöprocent på 14,2 procent.